# Pierre-André Bissonnette
 (juillet 2025).
Si vous disposez d'ouvrages ou d'articles de référence ou si vous connaissez des sites web de qualité traitant du thème abordé ici, merci de compléter l'article en donnant les références utiles à sa vérifiabilité et en les liant à la section « Notes et références ».
Pour les articles homonymes, voir Bissonnette.
Pierre-André Bissonnette, O.C., c.r., Dr.ès Sc.Pol., est un avocat et diplomate canadien.

## Biographie
Il a été haut-commissaire en Malaisie et chargé d'affaires au Myanmar (1961-1962).
Il est en 1970 sous-secrétaire d'État adjoint aux affaires extérieures du Canada.
Il a fait partie du Comité pour la prévention du crime et la lutte contre la délinquance dans le cadre de l'ONU. Il a aussi été conseiller supérieur du Bureau du Conseil privé ainsi que président de la Commission mixte internationale.

## Honneurs
- 1989 -  Officier de l'Ordre du Canada